# Lim Hyo-jun
Lim Hyo-jun (Koreaans: 임효준) (Daegu, 29 mei 1996) is een in Zuid-Korea geboren Chinees shorttracker. In het Chinees is zijn naam Lin Xiaojun (林孝埈; Lín Xiàojùn).

## Biografie
Lim begon zijn carrière als zwemmer, maar stapte over naar het shorttrack wegens een aanblijvende blessure aan zijn trommelholte. 
Lim vertegenwoordigde Zuid-Korea op de Olympische Winterspelen van 2018 in eigen land. Tijdens dit toernooi behaalde hij goud op de 1500 meter in een olympisch record vóór Sjinkie Knegt, die zilver pakte, en brons op de 500 meter. Op de WK van 2018 in Montreal werd Lim wereldkampioen met de aflossingsploeg en eindigde hij als tweede op de 1000 meter en de 1500 meter.
Lim deed in 2012 al mee aan de Olympische Jeugdwinterspelen. Hier behaalde hij goud op de 1000 meter en zilver op de 500 meter.
Op 7 mei 2020 werd hij door een rechtbank in Seoel veroordeeld tot een boete voor seksuele intimidatie. Lim had voor de ogen van vrouwelijke teamgenoten de broek van een mannelijke collega naar beneden getrokken, weliswaar niet tijdens een wedstrijd. Hierdoor werd hij uit de Zuid-Koreaanse ploeg gezet. Lim ging in beroep en werd later niet schuldig bevonden. Toch zat een terugkeer bij de Zuid-Koreaanse ploeg er niet in en in maart 2021 verkreeg Lim het Chinees staatsburgerschap en begon hij voor China te rijden. Hij behoorde echter niet tot de Chinese ploeg voor de Olympische Winterspelen 2022 in Peking.
Zijn eerste medailles als rijder voor China behaalde Lim, inmiddels rijdend onder de Chinese naam Lin Xiaojun, uitgerekend in Seoel tijdens het WK 2023. Er werd met de mannenaflossingsploeg goud gewonnen en met de gemengde aflossingsploeg zilver.
1976: Alan Rattray · 
1977: Gaétan Boucher · 
1978: James Lynch · 
1979: Hiroshi Toda · 
1980: Gaétan Boucher · 
1981: Benoît Baril · 
1982: Guy Daignault · 
1983: Louis Grenier · 
1984: Guy Daignault · 
1985: Toshinobu Kawai · 
1986: Tatsuyoshi Ishihara · 
1987: Toshinobu Kawai/Michel Daignault · 
1988: Peter van der Velde · 
1989: Michel Daignault · 
1990: Lee Joon-ho · 
1991: Wilf O'Reilly · 
1992: Kim Ki-hoon · 
1993: Marc Gagnon · 
1994: Marc Gagnon · 
1995: Chae Ji-hoon · 
1996: Marc Gagnon · 
1997: Kim Dong-sung · 
1998: Marc Gagnon · 
1999: Li JiaJun · 
2000: Min Ryoung · 
2001: Li JiaJun · 
2002: Kim Dong-sung · 
2003: Ahn Hyun-soo · 
2004: Ahn Hyun-soo · 
2005: Ahn Hyun-soo · 
2006: Ahn Hyun-soo · 
2007: Ahn Hyun-soo · 
2008: Apolo Anton Ohno · 
2009: Lee Ho-suk · 
2010: Lee Ho-suk · 
2011: Noh Jin-kyu · 
2012: Kwak Yoon-gy · 
2013: Sin Da-woon · 
2014: Viktor An · 
2015: Sjinkie Knegt · 
2016: Han Tianyu · 
2017: Seo Yi-ra · 
2018: Charles Hamelin · 
2019: Lim Hyo-jun · 
2021: Shaoang Liu ·
2022: Shaoang Liu
2002: Apolo Anton Ohno ·
2006: Ahn Hyun-soo ·
2010: Lee Jung-su ·
2014: Charles Hamelin ·
2018: Lim Hyo-jun ·
2022: Hwang Dae-heon